# 국광 (고창)
국광(麴光, 523년 ~ 530년)은 국씨고창의 왕(재위: 525년 ~ 530년)이다. 국가의 아들이다. 연호는 감로(甘露)이다. 죽은 뒤 동생 국자견이 뒤를 이었다.